# Français de Nouvelle-Angleterre
Le français de Nouvelle-Angleterre (en anglais : New England French) est une variété du français canadien parlé dans la région de la Nouvelle-Angleterre aux États-Unis.
Le français de la Nouvelle-Angleterre est l’une des principales formes de langue française qui s’est développée dans ce qui est aujourd’hui les États-Unis, les autres étant le français louisianais et le français du Missouri en voie de disparition, le français du rat musqué et le français des Métis. Le dialecte est la forme prédominante du français parlé en Nouvelle-Angleterre (à l’exception du français standard), sauf dans la vallée de Saint John, dans le nord du comté d'Aroostook, au Maine, où le français acadien prédomine.
Après la Première Guerre mondiale, des lois ont été adoptées pour interdire l’enseignement bilingue immersif à l’extérieur des classes réservées aux langues étrangères et, dans les années 1960 et 1970, certaines écoles publiques ont pris des mesures disciplinaires contre les élèves qui parlaient français à l’école ; cependant, ces dernières années, l’enseignement bilingue a suscité un intérêt renouvelé et est appuyé par les programmes d’enseignement bilingue en place depuis 1987. Depuis 2010, une tendance continue à la réduction de l’éducation bilingue et en langues étrangères a eu un impact sur la prévalence de la langue chez les jeunes générations,. Cependant, les programmes culturels des dernières années ont suscité un regain d’intérêt entre les générations plus âgées parlant le dialecte et les populations réfugiées nouvellement arrivées d’Afrique francophone dans des villes telles que Lewiston,.

## Histoire

### Histoire ancienne

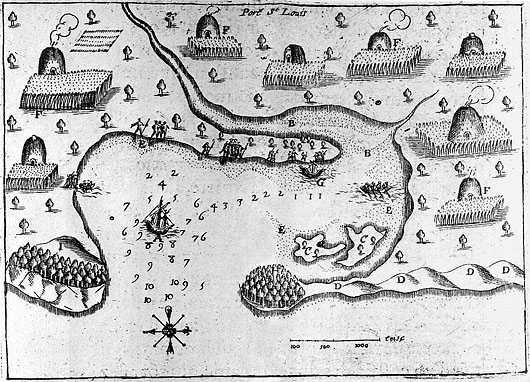
1605 carte de la baie de Plymouth et villages amérindiens, par le colon et géographe français Samuel de Champlain, créateur de la première carte côtière précise des provinces maritimes et de Nouvelle-Angleterre.

Datant de la première période coloniale, une présence française est demeurée en Nouvelle-Angleterre avec sa proximité du Québec, même après l’envoi de nombreux Acadiens en Louisiane espagnole pendant Le Grand Dérangement. Bien que la guerre franco-indienne et la guerre française aient laissé une certaine distance entre les colons yankees et franquistes, le rôle de la France dans la révolution américaine ainsi que les contributions de personnalités militaires françaises comme Jean-Baptiste-Donatien de Vimeur de Rochambeau dans le siège de Yorktown ont engendré une alliance contre les Loyalistes à cette époque.
Parmi les premiers personnages d’origine française à faire partie du récit américain figurent Peter Faneuil, le gouverneur James Bowdoin et Paul Revere, tous descendants d’Huguenots qui ont fui les persécutions vers le Nouveau Monde. Cependant, alors que Faneuil et Bowdoin parlaient le français couramment, ce dernier encouragea son fils James Bowdoin III à apprendre la langue anglaise, mais fut décrit comme résolument probritannique après la Révolution, pour son dédain devant la révocation de l’édit de Nantes en France,. En revanche, né dans une famille française, Revere (anglicisé de Rivoire) ne parlait que l’anglais de la province de la Baie, bien qu’il ait une famille qui parlait le français à Boston et à l’étranger et qui correspondrait avec eux en faisant traduire les réponses pour lui.
La langue française est restée présente à Boston à l’époque où elle était une colonie britannique, bien que peu abondante, en partie à cause de la crainte de l’influence du catholicisme ; sur le plan académique, cela a empêché la langue d’être acceptée rapidement à Harvard, où son premier professeur a été renvoyé en 1735, après deux ans d’enseignement, à cause de rumeurs de conversion des étudiants du protestantisme. Six décennies plus tard, l’un des premiers éditeurs de manuels de français des Amériques fut le premier professeur de français salarié de Harvard, Joseph Nancrède, qui compila des textes français contemporains et les publia en 1792 dans son L’Abeille françoise, en plus des traductions limitées en anglais. Quelques années auparavant, en 1789, Nancrède créait le premier journal français de Boston, un hebdomadaire éphémère publié pendant six mois cette année-là, qu’il décrivait dans son prospectus comme un moyen de favoriser le commerce entre les Américains et le monde francophone, et de « communiquer les idées adéquates de la Majesté du Congrès aux nations qui savent à peine qu’il en existe un »,.
En dehors de Boston, avant la révolution industrielle et la deuxième révolution industrielle, l'influence des colons français en Nouvelle-Angleterre a diminué presque entièrement après la fin de la guerre franco-indienne et du Traité de Paris de 1763, qui a donné le contrôle de la région aux Anglais. Pendant ce temps, bon nombre des premiers colons du Vermont sont revenus au Québec ; cependant, la Vermont Archaeological Society a remarqué dans le passé qu'un petit nombre de Français sont demeurés établis dans des fermes trop éloignées pour répondre à l'avis du gouvernement colonial naissant. De même, le Maine a été revendiqué par les Français à l'est de la rivière Kennebec, et pendant l'expulsion des Acadiens, la culture française a aussi largement quitté ce paysage.
Avant la Grande Migration des Québécois pendant la deuxième révolution Industrielle, l'un des premiers exemples du français en Nouvelle-Angleterre est né de la rébellion de Papineau au Bas-Canada. À la suite de la rébellion, Ludger Duvernay, l'un des 26 chefs patriotes arrêtés par les autorités canadiennes pour avoir imprimé des articles critiquant le gouvernement colonial britannique, est parti en exil aux États-Unis. Ancien éditeur de La Minerve à Montréal, il a publié un prospectus pour un journal de langue française en 1838, espérant que les Américains appuieraient une revue qui fait la promotion des droits civils et de l'indépendance au Bas-Canada. Il établit à Burlington, au Vermont, ce qui fut décrit comme le premier journal canadien-français américain, publiant le premier numéro du Patriote Canadien le 7 août 1839, pour les Canadiens de l'autre côté de la frontière et une communauté patriote aux États-Unis,.

### La Grande Migration

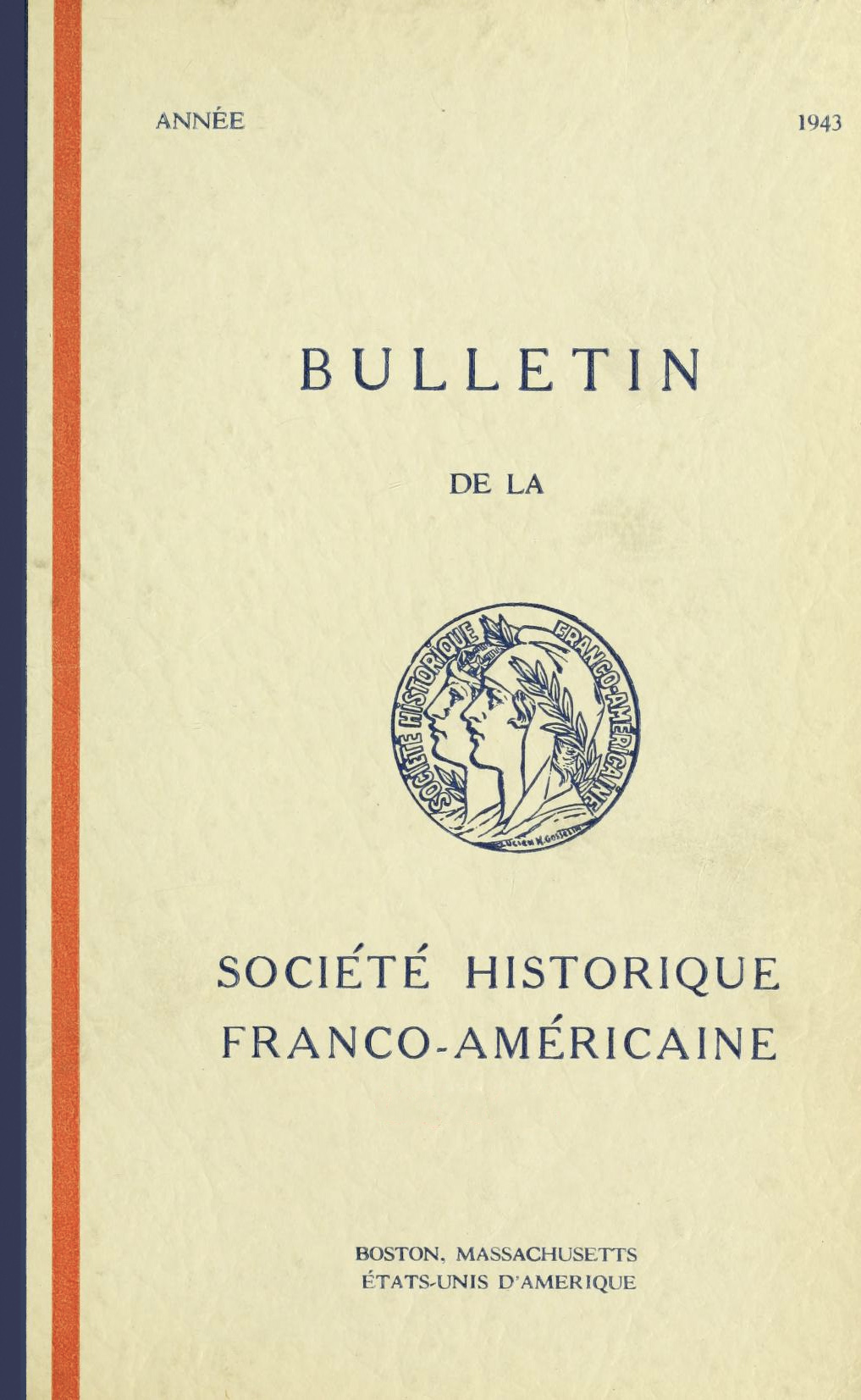
Le Bulletin de la Société Historique Franco-américaine de 1943, l'une des nombreuses institutions créées à partir du mouvement La Survivance.

À partir de la fin des années 1840, un plus grand nombre de Canadiens français commencèrent à s'établir aux États-Unis, d'abord pour des emplois agricoles saisonniers, puis par cheval et plus tard par train, pour servir de travailleurs d'usine dans les grandes villes industrielles construites par les Boston Associates et d'autres dans les six États de la Nouvelle Angleterre. En 1899, il y aurait eu 120 paroisses de langue française en Nouvelle-Angleterre, et à ce moment-là, sur les 1,5 million d'habitants du Canada français, environ 600 000 avaient émigré aux États-Unis, principalement en Nouvelle-Angleterre,. Dans une certaine mesure, ces nouveaux arrivants se sont intégrés et ont appris l'anglais, mais La Survivance a aussi survécu. À la veille de l’adoption de la Loi d'exclusion des Chinois, en 1881, Carroll D. Wright (en) décrivait les nouveaux arrivants français comme les « Chinois des États de l’Est » pour leur refus de s’intégrer entièrement, l’utilisation de leur travail par les propriétaires des usines pour renverser les salaires syndicaux et la création des institutions séparées en langue française. Cette déclaration servira de point de controverse pendant des décennies, mais d’autres membres de la classe politique yankee accueilleront les nouveaux venus, le sénateur Henry Cabot Lodge remarquant dans un discours sur l’immigration prononcé en 1908 au Boston City Club qu’ils « représentent un des plus anciens établissements du continent. Ils ont été, au sens large, des Américains pendant des générations, et leur arrivée aux États-Unis n’est qu’un mouvement d’Américains qui traversent une ligne imaginaire. »,, Des villes industrielles aussi grandes que Fall River, au Massachusetts, et aussi petites que Somersworth, au New Hampshire, avaient souvent des enseignes bilingues, et les coutumes américaines comme le baseball adoptées progressivement par les jeunes générations avaient leur propre jargon francisé, comme il est courant pour un manchon de se faire entendre par les spectateurs en poussant un « sacré last ».
L'un des premiers exemples de différenciation du « français de la Nouvelle-Angleterre » du « français canadien » et du « français acadien » est apparu en 1898 dans une étude publiée dans les Modern langue Notes de l'Université Johns-Hopkins, où l'on notait des variantes de la phonologie, et les études se sont poursuivies de façon sporadique pour couvrir le vocabulaire jusque tard au XXe siècle,,. En 1924, environ 1,5 million de personnes, sans égard à leur origine, parlaient français en Nouvelle-Angleterre, ce qui, selon le recensement américain de 1920, représentait 7,4 millions d'habitants, ce qui place la proportion de francophones, environ 1 sur 5, à peu près égale ou supérieure à celle des Canadiens dont la langue maternelle était le français en 2016,.

### Journaux historiques

Une carte montrant un total de 242 journaux franco-américains publiés en Nouvelle-Angleterre en français, existant pendant une certaine période entre les années 1838 et 1938.

Entre la fin du XIXe siècle et le milieu du XXe siècle, le dialecte était soutenu par plus de 250 journaux français existant en Nouvelle-Angleterre, dont beaucoup étaient publiés hebdomadairement et n'étaient publiés que pendant quelques années, tandis que certains allaient durer de la fin des années 1800 et du début des années 1900 à la période entre-deux-guerres, avec 21 journaux et quatre mensuels en 1937 et une poignée dans les années 1960, comme Le Messager à Lewiston, Maine, L'Indépendant à Fall River, Massachusetts, et La Justice (en) à Holyoke, Massachusetts. Cependant, la concurrence avec la presse quotidienne anglophone, le manque d'appui du public de la part des nonlocuteurs et la disponibilité de publications québécoises plus importantes comme La Presse à Montréal ont entraîné un déclin graduel du commerce des journaux français en Nouvelle-Angleterre. Dans un éditorial paru en 1936 dans le Woonsocket L'Union, la rédaction décrivait une apathie qui s'était installée dans la communauté française en réponse à une augmentation de la publicité pour le soutien financier.

« Notre presse réussit à peine à se maintenir...Un de nos hebdomadaires vient encore d'expirer ; d'autres vivent presque exclusivement des annonces ; plusieurs n'obtiennent que blâme et dénigrement en retour de la publicité gratuite qu'ils donnent aux œuvres franco-américaines... C'est surtous l'hostilité, l'apathie, l'indifférence des Franco-Américains qui empêchent nos journaux d'atteindre la perfection... Leurs défauts proviennent de leur impuissance relative bien plus que de leur incompétence. »

Bon nombre de ces publicités sont de plus en plus souvent diffusées en anglais, et le changement de média, comme la radio, ainsi qu'une frustration face à la situation financière sans défense qui a entraîné une augmentation du nombre de publicités n'a fait qu'aggraver le déclin.

### Déclin
Une combinaison de forces culturelles et écolastiques entraînerait un déclin de l'usage du français en Nouvelle-Angleterre jusqu'à la fin du XXe siècle. Les attitudes varient chez les Yankees anglophones. Lors d'un discours prononcé à Boston en 1891, le premier ministre canadien-français Wilfrid Laurier a exhorté un auditoire canadien-français à Boston : « [I]l y a une chose qui est tout à fait indispensable, c'est d'étudier la langue anglaise, la langue du pays... Car, après tout, la grande chose s'est d'abord de gagner le pain de chaque jour ; et si vous etes etablis sur le sol américain, la plupart d'entre vous, si vouts etes maintenant au-delà d'un million de ce cote-ci de la ligne 45ieme, vous n'y etes pas venus pour d'autre object que celui de gagner votre pain quotidien. Ainsi, tout en ne perdant pas le souvenir de votre origine, souvenez-vous que vous avez des devoirs a remplir comme citoyens de la République et que vous devez aimer votre patrie d'adoption. »
Bien que Laurier et d'autres dirigeants franco-américains et canadiens aient exprimé un sentiment de solidarité civique avec les Américains, la discrimination écolastique a également désavantagé les francophones de la Nouvelle-Angleterre. Tout comme l'exclusion dont seraient victimes certains francophones de Louisiane, les attitudes à l'égard des francophones de la Nouvelle-Angleterre se traduiraient aussi par des résultats disparates. Les Canadiens, dès leur installation dans les six États de la Nouvelle-Angleterre, construisirent beaucoup d'écoles catholiques où le français était enseigné durant la moitié de la journée scolaire. Malgré l'anglicisation de la plupart d'entre eux, ils forment jusqu'à la Seconde Guerre mondiale de nombreux « petits Canadas » où se perpétue la culture québécoise. Les écoles primaires et secondaires continuèrent plus longtemps, mais malgré de grands efforts des Franco-Américains pour préserver leur langue, l'absence de soutien gouvernemental causa beaucoup d'ennuis à ces écoles qui se virent coupées de tout revenu des gouvernements. Dans une étude réalisée en 1983 par la Commission américaine des droits civiques, un comité du Vermont a constaté que même si la langue française était parlée par une grande partie de sa population, elle était souvent moins riche et moins instruite que ses pairs anglophones unilingues, avec peu de ressources consacrées à l'éducation bilingue. Le comité attribuerait cela en partie au programme d'américanisation du Bureau de l'éducation des États-Unis, lancé en 1919, qui exige que tous les élèves soient enseignés en anglais seulement, ce qui a incité les lois du Rhode Island, du Maine et du New Hampshire à interdire l'enseignement immersif, n'exigeant que l'anglais dans les classes non spécifiquement consacrées aux langues étrangères. Le Connecticut et le Vermont verraient tous deux des projets de loi visant à empêcher l'utilisation du français dans les écoles catholiques, mais ni l'un ni l'autre n'adopteraient leur assemblée législative. À mesure que l'écolastie du Canada s'améliorait, un certain nombre de ceux dont les familles avaient déménagé aux États-Unis retournaient au Québec, en Ontario et au Nouveau-Brunswick dans la deuxième moitié du XXe siècle.

### Efforts de préservation

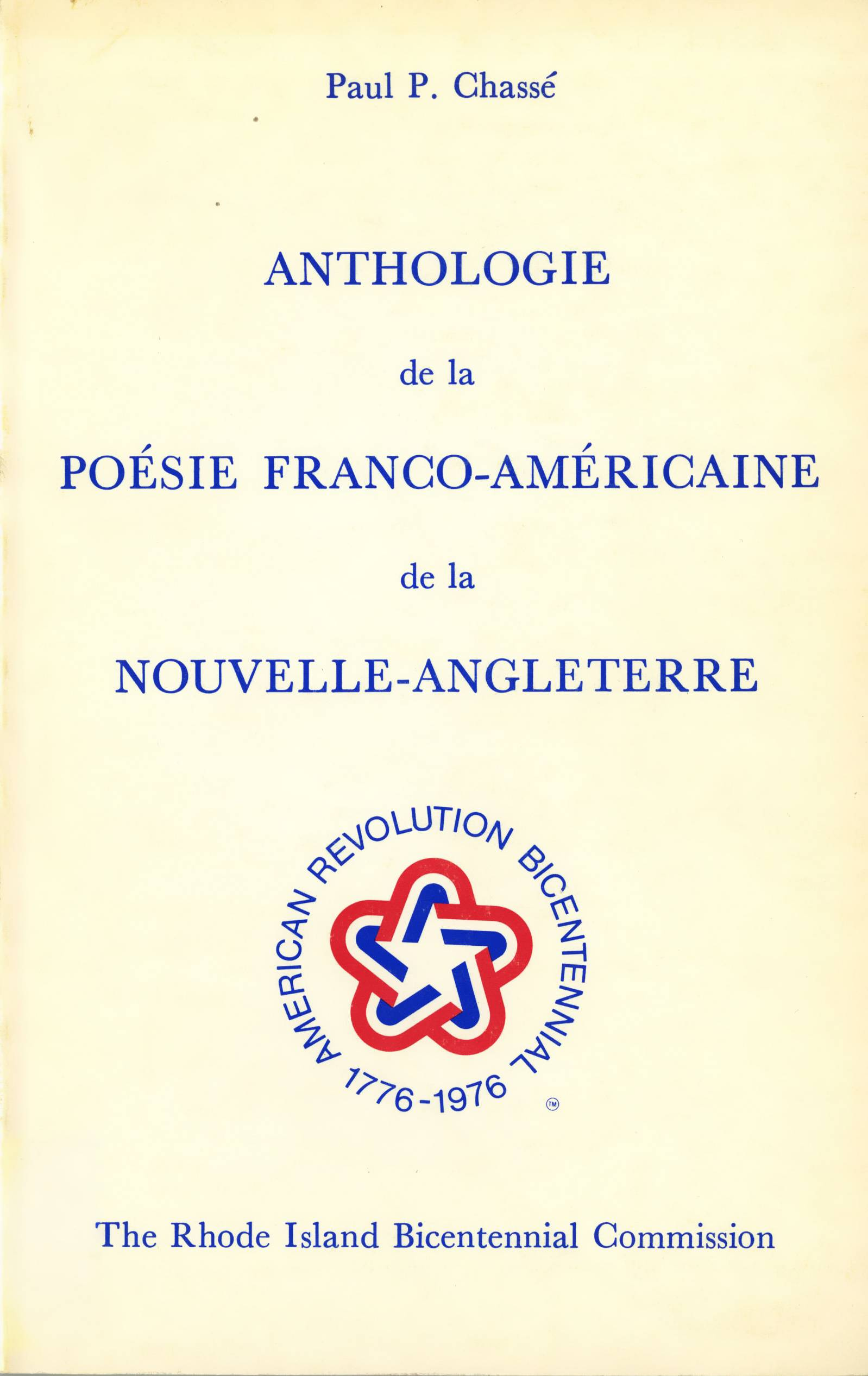
Anthologie de la poésie Franco-Américaine de la Nouvelle-Angleterre, compilé par Paul P Chassé, il représente la collection la plus complète de poésie franco-américaine, avec la plupart des œuvres en le français de Nouvelle-Angleterre.

Un déclin de la langue française se manifeste dès le milieu du XXe siècle, avec Joseph Ubalde-Paquin, président de la Société Historique Franco-Américaine, lors du 2e Congrès de la Langue française à Boston en 1937, qui note que « les Franco-Américains parlent toujours vaillamment la Langue française, mais l'esprit français disparit de leurs familles; leurs enfants pensent en anglais et par conséquent, s'expriment plus facilement dans la Langue anglaise ». Paquin a poursuivi en exhortant les familles à franciser leur prière et leur chant, afin que les générations futures « puissent servir de prolongement à nous-mêmes et à nos ancêtres ». De tels groupes, organisés au niveau national et international en Nouvelle-Angleterre, représentaient plus que des rassemblements de Franco-Américains, mais aussi d'autres locuteurs de la langue française. Par exemple, une réception pour René Doynel de Saint-Quentin en 1938 a vu des représentants de la Louisiane et de la communauté syro-libanaise de Boston. De telles réunions continueraient d'exister au niveau régional et national en collaboration avec d'autres communautés francophones au cours des années 1980.
En 2012, l'État du Maine, le seul État autre que le Vermont dont le français est la deuxième langue la plus parlée, a créé un groupe de travail franco-américain pour évaluer la situation actuelle de la langue française chez les Franco-Américains du Maine. Parmi ses constatations, mentionnons celle de sa population franco-américaine, seulement 12,3 % des enfants de plus de 5 ans, soit environ 40 000 personnes, parlent français. Toutefois, cela représentait une forte proportion de francophones de la Nouvelle-Angleterre, puisque 98,5 % des Franco-Américains étaient nés aux États-Unis.
Néanmoins, le rapport conclut que la langue française ne fait plus partie intégrante de l'identité franco-américaine. Dans le cadre de cet effort, le Maine a lancé en 2012 un programme immersif de français langue d'origine du Maine, conçu pour qu'au moins quatre cours sur cinq se déroulent en français et s'adressent à la fois au dialecte de la Nouvelle-Angleterre et à ceux des immigrants et réfugiés. Cependant, ce programme a été supprimé en 2014, lorsque le département de français de l'Université du Sud du Maine, qui offrait les programmes d'études, a été entièrement fermé. En 2019, le déclin n'avait pas connu de changement de tendance malgré la présence séculaire de la langue dans l'État. Même avec le renouvellement des initiatives en matière de bilinguisme, le manque de soutien pour les programmes en langues étrangères et la pénurie d'enseignants, ainsi que la stigmatisation des anciennes lois unilingues anglaises, ont été blâmés en partie pour le manque de connaissances en français chez la plus jeune génération du Maine.
La Commission des échanges culturels américains et canadiens-français du Massachusetts, bien que n'étant pas strictement un organisme linguistique comme le CODOFIL de la Louisiane, entretient et développe des liens culturels entre Canadiens français et Franco-Américains, ainsi qu'avec plusieurs organismes francophones,.
Bien qu'elle ne soit pas enseignée uniquement dans le dialecte de la Nouvelle-Angleterre, de nouveaux efforts ont été déployés ces dernières années pour préserver la langue, avec l'établissement d'une section du Maine de l'Université du Sud du Maine à Portland en août 2019, à laquelle se sont ajoutés Hartford, Providence, grande région de Burlington (en), le Centre franco-américain à Manchester, et le Centre culturel français à Boston. Le dialecte de la Nouvelle-Angleterre, ainsi que certains des vocabulaires et des manières qui le caractérisent, tout comme le français acadien, canadien et cajun, ont cependant été moins soutenus par les institutions, en faveur du français standard,. Un certain nombre de petits groupes locaux de préservation de la culture et de la langue existent encore, notamment le Comité Franco-Américain de Lowell et l'Association Francophone de Fall River au Massachusetts.
Bien qu'elle n'ait pas été abordée du point de vue de la préservation, la Commission régionale de la frontière nord a adopté ces dernières années une politique « favorable à la France » par l'entremise de l'État du New Hampshire et de ses chambres de commerce, et de Burlington, au Vermont, qui offre une formation aux employés du secteur des services afin de fournir un service canadien français à une importante population touristique canadienne française,.

## Distribution
| État          | Nombre de francophones | En pourcentage de la population |
| ------------- | ---------------------- | ------------------------------- |
| Maine         | 41 664                 | 3,94                            |
| New Hampshire | 21 848                 | 2,14                            |
| Vermont       | 8 855                  | 1,78                            |

Communautés francophones en Nouvelle-Angleterre en 2015
- De plus de 1 000 habitants[43]
  - Berlin (pop. 9 206) - 17 % de francophones
  - Fort Kent (Maine) (pop. 3 849) - 47 % de francophones
  - Madawaska (pop. 3 763) - 59 % de francophones
  - Van Buren (Maine) (pop. 2 107) - 56 % de francophones
- Moins de 1 000 habitants[44]
  - Frenchville (Maine) (pop. 837) - 67 % de francophones
  - Eagle Lake (Maine) (pop. 721) - 41 % de francophones
  - Sainte-Agathe (Maine) ou Saint Agatha (pop. 627) - 57 % de francophones
  - Grand Isle (Maine) (pop. 484) - 63 % de francophones
  - Saint Francis (Maine) ou Saint-François du Maine (pop. 374) - 38 % de francophones
  - Saint John Plantation (pop. 265) - 44 % de francophones
  - Hamlin (Maine) (pop. 226) - 63 % de francophones

## Vocabulaire
Bien que de nombreuses variantes du français soient parlées par les populations de la Nouvelle-Angleterre, y compris le Québec, l'Acadie et le français européen, une étude menée en 1961 par le département de la Santé et des Services sociaux des États-Unis a révélé un certain nombre de caractéristiques du dialecte de la Nouvelle-Angleterre qui étaient courantes au milieu du XXe siècle. Certains termes familiers trouvés en français de la Nouvelle-Angleterre sont semblables au français rural du Québec avec l'utilisation de mots comme « char », comparé au mot français standard pour voiture, « voiture », et représentent des mots considérés comme archaïques en français standard ou des mots utilisés dans d'autres dialectes mais aux usages similaires, mais distincts. Toutefois, lorsque les répondants ont reçu des messages-guides en français standard plus avancés, ils ont généralement fait preuve de compréhension et de changement de code. Voici quelques exemples de réponses fournies dans l'étude :
| Anglais    | Français standard | Français canadien | Français de la Nouvelle-Angleterre |
| ---------- | ----------------- | ----------------- | ---------------------------------- |
| bottleneck | goulot            | goulot            | gougeau                            |
| corn       | maïs              | blé d'Inde        | blé d'Inde                         |
| car        | voiture           | voiture/auto/char | char                               |
| dollar     | dollar            | dollar/piastre    | piastre                            |
| heavy      | lourd             | lourd/pesant      | pesant                             |
| mirror     | miroir            | miroir            | glace                              |
| potato     | pomme de terre    | patate            | pétate                             |
| strainer   | passoire          | passoire          | tamis                              |
| sweeper    | balayeuse         | balayeuse         | balai                              |

### Français de la vallée dufleuve Saint-Jean
La seule étude exhaustive du « français de la Vallée » a été effectuée par Geneviève Massignon en 1946 et publiée en 1962. Elle conclut que contrairement aux communautés « purement acadiennes » des Provinces maritimes, le Madawaska possède une langue plus « canadianisée » due à la proximité du Québec. Elle y nota un mélange de vocabulaire et de phonétique acadien et français québécois mais une morphologie typiquement canadienne-française. Les avis sur le caractère unique du français du Madawaska divergent. Les mots d'origine maritime, dont certains seraient communs aux régions francophones du Canada, y seraient fréquents, alors que des mots liés aux patates seraient uniques. Selon Yves Cormier, de l'Université Sainte-Anne, la langue conserve certains éléments du vieux français utilisés nulle part ailleurs. Selon Ronald Labelle, du Centre d'études acadiennes Anselme-Chiasson, le seul caractère distinctif du français du Madawaska est son accent et que, bien qu'on y retrouve des mots acadiens, il ne diffère pas du français québécois.

### Alternance codique en anglais
Compte tenu de l'omniprésence de l'anglais dans la région ainsi que de la proximité des groupes francophones et anglophones, l'alternance codique en anglais est souvent largement utilisée par les familles franco-américaines même lorsque le français n'est pas parlé par tous les membres du ménage. Beaucoup de ces mots sont utilisés comme termes d'affection entre les grands-parents se référant à leurs petits-enfants, ou par leurs parents, et souvent ramassés par les enfants eux-mêmes, dans les ménages de familles franco-américaines dont les plus jeunes générations parlent principalement l'anglais.
Les exemples incluent des substitutions aussi simples que d'appeler les grands-parents mémère ou pépère, tandis qu'une étude de 1969 a trouvé d'autres exemples plus opaques, dont un petit échantillon comprend :
- baboune (last), pour presser ses lèvres ensemble et vers l'extérieur dans une expression couleuse ou « duckface ». Par exemple en l'anglais : Don't make a baboune like that, your face will stay that way. Traduit par : « Ne fais pas un baboune comme ça, ton visage restera comme ça. »
- pépéte (last), oiseau, comme dans Do you see the little pépétes? Traduit par : « Tu vois les petits pépétes ? »
- quenoeil (last), œil, comme dans Make pretty quenoeils for mémère. Traduit comme : « Faire de jolies quenoeils pour mémère. »
- séssi (verbe), s'asseoir, notamment dans le contexte d'une exclamation comme dans l'anglais Sessi! You séssi now! Traduit comme : « Séssi ! Vous séssi maintenant ! »
- tante ou oncle

## Médias
Bien qu'il n'offre pas de couverture hebdomadaire ou mensuelle, le magazine bilingue France-Amérique (en), basé à New York, écrit périodiquement des articles sur les événements et les institutions de la communauté francophone en Nouvelle-Angleterre,. À l'exception des publications de groupes francophones comme le bulletin de Boston Accueil, il n'existe aujourd'hui aucun périodique français régulier en Nouvelle-Angleterre. Dans d'autres médias, la langue est rarement parlée, à l'exception des répétiteurs francophones canadiens AM de Radio-Canada du Québec et d'un forum en ligne maintenu par l'Organisation internationale de la francophonie, « Bienvenue à Boston »,.